# Шварц, Виктор Вольфганг
Виктор Вольфганг Шварц (нем. Victor Wolfgang Schwarz; 17 июля 1875, Брно — 1935, Берлин) — австрийско-немецкий дирижёр. Сын главного кантора синагоги в Брно Саломона Шварца (1825—1889). Брат шахматиста Жака Шварца.
С 1893 года учился в Венской консерватории у Германа Греденера, затем перешёл в Мюнхенскую консерваторию и окончил её в 1896 году. В 1897—1899 гг. репетитор солистов в Мюнхенской придворной опере, затем в течение сезона работал в Граце, после чего перешёл в венский Карл-театр, далее в Троппау, Аугсбурге и Штеттине.
В 1905—1917 гг. работал в США, возглавляя хоровое общество «Орфей» в Буффало. Наездами бывал в Германии, весной 1909 года дирижировал в Бармене оперой Рихарда Штрауса «Электра».
Затем вернулся в Германию, работал как симфонический и хоровой дирижёр в Данциге. В 1920 году возглавил новосозданный Фленсбургский городской оркестр, собранный из демобилизованных после Первой мировой войны военных музыкантов. Во главе коллектива делал акцент на романтическом репертуаре (Рихард Вагнер, Франц Лист, Рихард Штраус, Гектор Берлиоз). Руководил оркестром до 1924 года. В 1926 году вновь отправился в США, где в 1928 году возглавил мужской хор Ньюйоркский лидеркранц; в том же году заметным событием стало исполнение под его руководством кантаты Макса Бруха «Фритьоф» в нью-йоркском Таун-холле.